# Pogonogenys frechini
Pogonogenys frechini là một loài bướm đêm trong họ Crambidae.